# 台湾木藓
台湾木藓（学名：Thamnobryum tumidum）为平藓科木藓属下的一个种。

## 扩展阅读
- 維基物種上的相關：台湾木藓